# Lecanora beamanii
Lecanora beamanii är en lavart som beskrevs av B. D. Ryan. Lecanora beamanii ingår i släktet Lecanora och familjen Lecanoraceae.   Inga underarter finns listade i Catalogue of Life.